# West of England Challenger 1999
Il West of England Challenger 1999 è stato un torneo di tennis facente parte della categoria ATP Challenger Series nell'ambito dell'ATP Challenger Series 1999. Il torneo si è giocato a Unito Bristol in Gran Bretagna dal 5 all'11 luglio 1999 su campi in erba.

## Vincitori

### Singolare
Raemon Sluiter ha battuto in finale  Chris Wilkinson con il punteggio di 6–3, 6–7, 7–6

### Doppio
Jan-Ralph Brandt /  Jeff Coetzee hanno battuto in finale  Luke Bourgeois /  Dejan Petrović con il punteggio di 6–4, 6–3